# Crespell de cremats
El crespell de cremats (Daleomyces phillipsii), també anomenada falsa coliflor, és una espècie de fong ascomicot de l'ordre dels pezizals (Pezizales). És un bolet més aviat rar; és comestible.

## Taxonomia
Originalment es va descriure com Gyromitra phillipsii per George Edward Massee (1895). La posició de l'espècie ha estat conflictiva i s'ha traslladat a diferents gèneres. Durant força temps s'ha considerat una forma o una varietat de Peziza proteana. Moravec (1982) va indicar que es tractava d'una espècie diferent del gènere Peziza. Entre les raons la mida del cos fructífer, el desenvolupament semihipogeu i l'estructura interna, força inusual per una espècie del gènere.
Fred Jay Seaver (1928) el traslladà a Durandiomyces phillipsii (Massee) Seaver i finalment l'any 1942 a Daleomyces phillipsii (Massee) Seaver.

## Iconografia
Vidal J.M., Ballesteros E. (2013). Bolets dels Països Catalans i els seus noms populars: 96

## Descripció
Bolet de gran a gegantí, de fins a 20 cm d'altura per 30 cm de diàmetre i 3,5 kg de pes; hemisfèric i pulvinat, amb aspecte de coliflor; constituït per un conjunt de cassoletes fusionades per la part posterior que li donen aspecte de coliflor; de color bru pàl·lid amb tons roses a violacis.
Carn d'aspecte cerebriforme en secció, constituït per cavitats buides de color blanc.

## Hàbitat
Des de la tardor fins a la primavera en hiverns suaus, sempre en sòls cremats o esterilitzats, sovint carboneres.

## Distribució geogràfica
A Europa es coneix de Bèlgica, Txèquia, Dinamarca, Alemanya, Gran Bretanya, Itàlia, França, Hongria, Suïssa i Suècia. Es coneix de Catalunya, País Valencià i Illes Balears.

## Espècies semblants
Pot recordar altres crespells, en especial la greixa (Sparassis crispa), però aquesta creix adosada a la base dels pins i l'estructura és completament diferent.

## Comestibilitat
Comestible.